# Neal O’Connor
Neal William O’Connor (geboren 25. August 1925 in Milwaukee; gestorben 18. Januar 2002 in Newtown, USA) war ein amerikanischer Werbefachmann, Manager und Verbandsfunktionär.
Nach Beginn seines Ruhestands begann er sich mit der deutschen Geschichte während des Ersten Weltkriegs auseinanderzusetzen. International bekannt wurde er vor allem als Autor einer Buchreihe und als Gründer der 1982 gegründeten allgemeinnützigen Foundation for Aviation World War I (Princeton). In der Buchreihe, welche der Verein veröffentlichte, beschreibt O’Connor die zwischen 1914 und 1918 an das deutsche Flugpersonal und die deutschen Jagdflieger verliehenen Orden und Auszeichnungen.

## Leben
Neal William O’Connor besuchte von 1939 bis 1943 die Marquette University High School und ging dann bis 1949 an die Syracuse University. Hier schloss er mit cum laude den Bachelor of Science ab. Das Studium wurde durch den Militärdienst von 1943 bis 1945, u. a. im 350th Infantry Regiment und 88th Infantry Division, unterbrochen. Während des Zweiten Weltkriegs kämpfte er u. a. mit der 88th Infantry Division in Italien und stieg bis zum First Lieutenant auf.
Von 1949 bis 1953 diente er erneut in der US Army.
Von 1949; als Management Trainee; bis 1980 war er bei der traditionsreichen Werbeagentur N. W. Ayer & Son (Philadelphia) angestellt. 1951 kam er in die Abteilung Plans&Marketing und wurde 1955 account executive. Bei der Agentur wurde er u. a. Vizepräsident (1960), jüngster Präsident der Agentur (1964) und CEO (1969). Unter seiner Leitung ging 1973 die Firmenzentrale von Philadelphia nach New York City.
Von 1960 bis 1975 war er Präsident des Consumer Research Institute. Er wurde anschließend kurz Direktor und Vorsitzender der American Association of Advertising Agencies ("Four A´s"). 1981 ging er in den Ruhestand.
O’Connor war verheiratet und hatte drei Söhne. Er starb 2002 an Amyotrophe Lateralsklerose (ALS).

## Schriften (Auswahl)
- Aviation awards of Imperial Germany in World War I, Princeton, NJ: Foundation for Aviation World War I,
  - Band 1 zum Königreich Bayern: The aviation awards of the Kingdom of Bavaria, 1988
  - Band 2 zum Königreich Preußen: The aviation awards of the Kingdom of Prussia, 1990
  - Band 3 zum Königreich Sachsen: The aviation awards of the Kingdom of Saxony, 1993
  - Band 4 zum Königreich Württemberg: The aviation awards of the Kingdom of Württemberg, 1995
  - Band 5 zu den acht Staaten Thüringens und dem Herzogtum Anhalt: The aviation awards of the eight Thuringian states and the Duchy of Anhalt, 1998
  - Band 6 zum Großherzogtum Baden und dem Großherzogtum Oldenburg: The aviation awards of the grand Duchies of Baden and Oldenburg, 1999